# Teatr Skarbkowski
Teatr Skarbkowski – teatr lwowski, mieszczący się w klasycystycznym gmachu, wzniesionym z funduszy hrabiego Stanisława Skarbka w latach 1837–1842, otwarty 28 marca 1842 i funkcjonujący do września 1900.

## Historia obiektu
Autorami projektu byli Johann Salzmann i Ludwig Pichl. Budowa trwała pięć lat. Gmach powstał na miejscu dawnych bastionów otaczających Niski Zamek. Budynek spoczywa na 16 tysiącach bali dębowych przywiezionych z majątków Skarbka. W momencie powstania był największym teatrem w Europie, z widownią mogącą pomieścić 1460 osób. Oprócz teatru w gmachu mieścił się także hotel (liczący ok. 300 pokoi), sklepy, biura, kawiarnie, sale konferencyjne. W budynku znajdowały się także mieszkania, w których mieszkali m.in. Artur Grottger i Juliusz Kossak. Fundator hr Skarbek stworzył Prawa dla teatru polskiego we Lwowie oraz fundację dla aktorów i reżyserów na emeryturze. Budynek był przez fundatora oddany miastu w bezpłatne użytkowanie na pięćdziesiąt lat. Założono, że gdy minie ten okres, miasto będzie zobowiązane do uiszczania czynszu w kwocie rocznej 17 tys. złr.
Zaborcze władze wykorzystały swą uprzywilejowaną pozycję i w statucie narzuciły polskiemu teatrowi obowiązek wystawiania sztuk także w języku niemieckim. Ponieważ na przedstawieniach niemieckich, teatr świecił pustkami, przez wiele lat polska widownia praktycznie finansowała kulturę niemiecką we Lwowie. Inauguracyjnym przedstawieniem była niemiecka sztuka Franza Grillparzera Życie snem, zaś następnego dnia polski zespół wystawił Śluby panieńskie Aleksandra Fredry. Polski zespół grał w poniedziałki, środy i piątki, zaś w pozostałe dni występował zespół niemiecki. Sytuacja taka trwała do 1871, kiedy po uzyskaniu przez Galicję autonomii teatr został całkowicie objęty przez polski zespół teatralny. Pierwszym dyrektorem teatru (do 1848) był sam hrabia Stanisław Skarbek. Od 1872 w teatrze założona została scena opery i operetki, wówczas jedyna w Galicji (koncertowali tu m.in. Ferenc Liszt i Niccolò Paganini). Po 50 latach, 28 marca 1892 wygasł przywilej Stanisława Skarbka i odtąd miasto musiało za użytkowanie budynku płacić czynsz w wysokości 17 tysięcy złotych reńskich rocznie.
W 1848, od 16 kwietnia w gmachu teatru obradowała Centralna Rada Narodowa, a w latach 1861–1880 sala redutowa teatru służyła także jako sala obrad galicyjskiego Sejmu Krajowego.
Wobec poważnej dekapitalizacji gmachu postanowiono zbudować nieopodal nowy gmach teatru miejskiego. Nowy gmach powstał w latach 1898–1900 i został nazwany Teatrem Wielkim. Stary budynek teatru skarbkowskiego przeznaczono najpierw na filharmonię, potem na kino. Obecnie w gmachu tym mieści się ukraiński Teatr Dramatyczny im. Marii Zańkoweckiej.

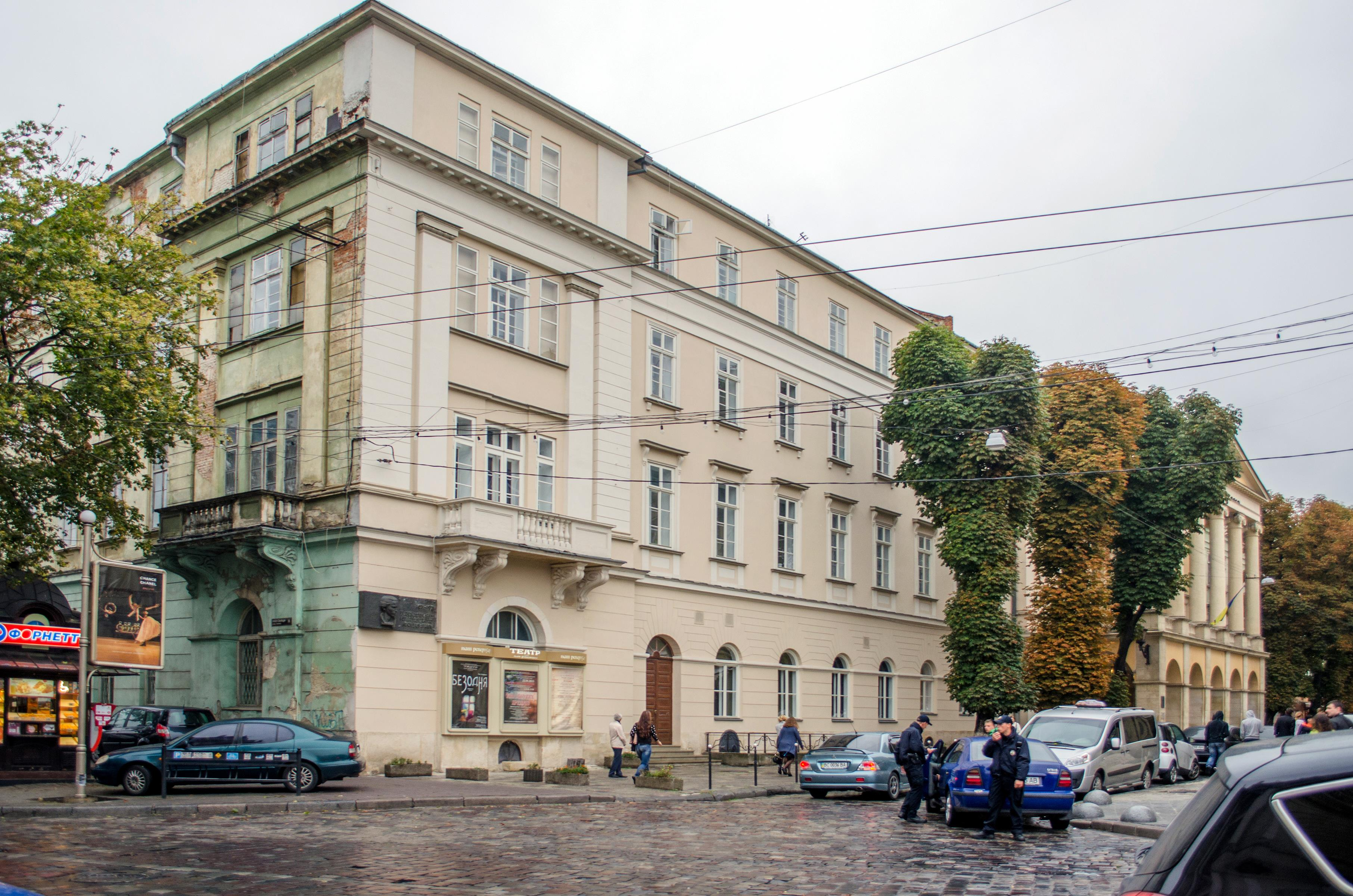
Teatr Skarbkowski, 2015

## Dyrekcja teatru[6]
- Stanisław Skarbek (III 1842–1848)
- Zygmunt Przybylski (IV 1894–IV 1896)
- Ludwik Heller i Juliusz Bandrowski (wspólnie: IV 1896–1898)
- Ludwik Heller (1898–IX 1900)

## Repertuar
W Teatrze Skarbkowskim grywano przedstawienia dramatyczne, komedie i krotochwile. W repertuarze muzycznym dominowały natomiast opery, operetki i koncerty.

### Sezon 1894/1895
Dyrekcję teatru 1 kwietnia 1894 objął Zygmunt Przybylski. Tego samego dnia (przedstawienie popołudniowe) zainaugurowano sezon 3-aktową komedią M. Bałuckiego pt. Bajki. Sezon zakończono 31 lipca 1895 5-aktową komedią A. Fredry pt. Wielki człowiek do małych interesów. Łącznie zaprezentowano 215 spektakli teatralnych i muzycznych, w tym m.in.:
- komedie (wybrane)
  - A. Fredro Damy i huzary (3 akty), reż. R. Żelazowski, od 2 kwietnia 1894, 3 przedstawienia
  - W. Shakespeare Poskromienie złośnicy (5 aktów), od 21 kwietnia 1894, 3 przedstawienia
  - M. Bałucki Flirt (4 akty), reż. R. Żelazowski, od 13 maja 1894, 9 przedstawień
  - W. Shakespeare Komedia omyłek (5 aktów), od 16 maja 1894, 3 przedstawienia
  - A. Dumas [syn] Półświatek (5 aktów), reż. R. Żelazowski, od 25 maja 1894, 2 przedstawienia
  - M. Bałucki Grube ryby (3 akty), 9 czerwca 1894
  - A. Fredro Pan Benet (1 akt), reż. R. Żelazowski, od 17 czerwca 1894, 3 przedstawienia
  - A. Dreyfus Pan i Pani (1 akt), od 24 czerwca 1894, 3 przedstawienia
  - A. Fredro Zemsta (4 akty), od 14 lipca 1894, 2 przedstawienia
  - W. Shakespeare Wiele hałasu o nic (5 aktów), reż. A. Walewski, od 3 listopada 1894, 2 przedstawienia
- dramaty (wybrane)
  - J.I. Kraszewski Trzeci Maja (5 aktów), 2 maja 1894
  - S. Rzewuski Mściciel (6 aktów, 7 odsłon), reż. R. Żelazowski, 7 maja 1894 – lwowska premiera, 2 przedstawienia
  - A. Dumas [syn] Dama z kamelią (5 aktów), reż. A. Walewski, od 1 czerwca 1894, 2 przedstawienia
  - A. Mickiewicz Konfederaci barscy (2 akty), od 9 lipca 1894, 2 przedstawienia
  - A. Urbański Dramat jednej nocy (1 akt), reż. R. Żelazowski, od 15 lipca 1894, 2 przedstawienia
  - G. Ohnet Właściciel Kuźnic (5 aktów), od 16 lipca 1894, 4 przedstawienia
  - L. Starzeński Gwiazda Syberii (4 akty), od 20 sierpnia 1894, 4 przedstawienia
  - V. Sardou Fedora (4 akty), reż. R. Żelazowski, od 22 sierpnia 1894, 5 przedstawień
  - J. Mörs z Poradowa (właśc. E. Tuszowska-Bośniacka) Przeor paulinów, czyli obrona Częstochowy (5 aktów), od 24 sierpnia 1894, 2 przedstawienia
  - L. Starzeński U wyłomu (4 akty), 1 września 1894
- krotochwile (wybrane)
  - F. Raimund Chłop panem milionowym, czyli dziewczyna ze świata czarodziejskiego (5 aktów), muz. J. Drechsler, od 15 kwietnia 1894, 4 przedstawienia
  - F. Rüss Rodzina Furiozów (3 akty), od 4 maja 1894, 3 przedstawienia
  - F. Schober Podróż po Warszawie (5 aktów, 6 obrazów), muz. A. Sonnenfeld, 21 maja 1894 – lwowska premiera, 9 przedstawień
  - E. Jacobson O chlebie i wodzie (1 akt), tł. J. Miłkowski, od 31 maja 1894, 2 przedstawienia
  - K. Laufs Dom wariatów (3 akty), od 16 czerwca 1894, 4 przedstawienia
  - L. Kuhn Biedna dziewczyna (6 obrazów), libr.: L. Krenn, K. Lindau; od 6 lipca 1894, 2 przedstawienia
  - T. Brandon [właśc. J.B. Thomas] Ciotka Karola (3 akty), reż. R. Żelazowski, 30 lipca 1894 – lwowska premiera, 20 przedstawień
  - K. Laufs Niewierny Tomasz (3 akty), 6 sierpnia 1894 – lwowska premiera, 5 przedstawień
  - J.N. Kamiński Twardowski na Krzemionkach (3 akty), 16 września 1894
  - A. Siemaszko Mąż w powijakach (3 akty), reż. R. Żelazowski, 21 września 1894 – lwowska premiera, 3 przedstawienia
- opery (wybrane)
  - L.A. Dmuszewski Wiśliczanki (3 akty), muz. J. Elsner, od 1 kwietnia 1894, 2 przedstawienia
  - R. Leoncavallo Pajace (2 akty z prologiem), tł. A. Kiczman, od 3 kwietnia 1894, 17 przedstawień
  - A. Thomas Mignon (3 akty, 4 odsłony), libr.: J. Barbier, M. Carré; od 10 kwietnia 1894, 4 przedstawienia
  - P. Mascagni Rycerskość wieśniacza (1 akt), libr.: C. Targioni-Tozzetti, G. Menasci; od 12 kwietnia 1894, 17 przedstawień
  - Ch. Gounod Faust (5 aktów), libr.: J. Barbier, M. Carré; od 14 kwietnia 1894, 9 przedstawień
  - G. Bizet Carmen (4 akty), libr.: H. Meilhac, L. Halévy; od 17 kwietnia 1894, 9 przedstawień
  - G. Donizetti Favorita (4 akty), libr.: G. Vaez, A. Royer, E. Scribe; od 24 kwietnia 1894, 5 przedstawień
  - G. Verdi Trubadur (4 akty), libr.: S. Cammarano, L. Bardare; od 26 kwietnia 1894, 6 przedstawień
  - G. Verdi Aida (4 akty), libr. A. Ghislanzoni od 12 maja 1894, 7 przedstawień
  - S. Moniuszko Straszny dwór (4 akty, 5 odsłon), libr. J. Chęciński, od 5 czerwca 1894, 16 przedstawień
- obrazy historyczne, dramatyczne, sceniczne (10)
  - W.L. Anczyc Kościuszko pod Racławicami (5 oddziałów, 7 odsłon), muz. K. Hoffman, od 4 kwietnia 1894, 21 przedstawień
  - L. Świderski Biedni (5 aktów), reż. A. Walewski, 29 kwietnia 1894 – lwowska premiera, 2 przedstawienia
  - Z. Przybylski Fotografia Jędrusia (1 akt), od 11 maja 1894, 4 przedstawienia
  - J. Załęga [właśc. M. Bałucki] Kiliński (5 aktów), reż. R. Żelazowski, 15 sierpnia 1894
  - M. Maeterlinck Gość nieproszony [Intruz] (1 odsłona), tł. B. Laskownicki, 2 listopada 1894
  - J. Ściborski Wiesław, czyli krakowskie wesele (5 odsłon), muz. K. Kurpiński, od 4 listopada 1894, 3 przedstawienia
  - F. Schiller Wilhelm Tell (5 aktów, 13 odsłon), tł. M. Budzyński, 30 grudnia 1894
  - F. Domnik [właśc. F. Dorowski] Wigilia Św. Andrzeja, reż. A. Walewski, 14 stycznia 1895 – lwowska premiera
  - K. Majeranowski Kazimierz Wielki król chłopków i Bruzda (3 akty), muz. F. Słomkowski, 27 stycznia 1895 – lwowska premiera
  - M. Wołowski Ostatni grosz (1 akt), 5 kwietnia 1895
- tragedie (9)
  - J. Słowacki Lilla Weneda (5 aktów), reż. R. Żelazowski, 20 lipca 1894
  - F. Schiller Zbójcy (5 aktów), reż. A. Walewski, od 8 września 1894, 3 przedstawienia
  - J. Słowacki Balladyna (5 aktów), reż. R. Żelazowski, 23 września 1894
  - F. Schiller Maria Stuart (5 aktów), reż. R. Żelazowski, od 27 października 1894, 9 przedstawień
  - W. Shakespeare Makbet (5 aktów), reż. A. Walewski, od 9 listopada 1894, 4 przedstawienia
  - J. Słowacki Mazepa (5 aktów), reż. A. Walewski, od 28 listopada 1894, 2 przedstawienia
  - F. Schiller Intryga i miłość (5 aktów), reż. A. Walewski, 9 grudnia 1894
  - W. Shakespeare Hamlet (5 aktów), reż. A. Walewski, 14 stycznia 1895
  - W. Shakespeare Otello (5 aktów), od 27 kwietnia 1895, 2 przedstawienia
- obrazki sceniczne, dramatyczne (7)
  - M. Gawalewicz Lekcja deklamacji (1 akt), 3 kwietnia 1894
  - W. Koziebrodzki Podczas polowania (1 akt), 9 kwietnia 1894 – lwowska premiera
  - Z. Przybylski Bzy kwitną (1 akt), reż. R. Żelazowski, od 14 maja 1894, 7 przedstawień
  - Z. Przybylski Mój mały (1 akt), reż. A. Walewski, 14 września 1894
  - K. Ujejski Pierwiosnki (1 akt), 14 września 1894
  - M. Gawalewicz Barkarola (1 akt), reż. R. Żelazowski, 10 marca 1895
  - Z. Przybylski Pójdźmy za nim według noweli H. Sienkiewicza, 5 kwietnia 1895
- operetki (5)
  - R. Herve Nitouche (3 akty), libr.: H. Meilhac, A. Millaud; od 2 lipca 1894, 3 przedstawienia
  - J. Offenbach Życie paryskie (4 aktów), libr.: H. Meilhac, L. Halévy; od 11 lipca 1894, 2 przedstawienia
  - C. Zeller Ptasznik z Tyrolu (3 akty), libr.: M. West, L. Held; od 25 lipca 1894, 3 przedstawienia
  - E. Audran Maskota, czyli dziewczę szczęścia (3 akty), libr.: H. Chivot, A. Duru; od 31 lipca 1894, 2 przedstawienia
  - J. Offenbach Wesele przy latarniach (1 akt), libr.: M. Carré, L. Battu; od 4 lutego 1895, 2 przedstawienia
- sztuki (5)
  - K. Zalewski Prawa serca (4 akty), 27 kwietnia 1894
  - H. Sudermann Gniazdo rodzinne (4 akty), reż. R. Żelazowski, od 23 maja 1894, 6 przedstawień
  - A.W. Pinero Druga pani Tanqueray (4 akty), reż. R. Żelazowski, od 15 października 1894, 2 przedstawienia
  - Z. Sarnecki Harde dusze (5 aktów) według Bene nati E. Orzeszkowej, 17 kwietnia 1895 – lwowska premiera, 3 przedstawienia
  - X. Montépin, J. Dornay Roznosicielka chleba (3 akty, 9 obrazów), 16 maja 1895 – lwowska premiera, 2 przedstawienia
- melodramaty (3)
  - J. Damse Młyn diabelski (5 aktów), od 29 kwietnia 1894, 3 przedstawienia
  - K. Majeranowski Studnia artezyjska, czyli Polacy w Afryce (4 akty z prologiem), od 20 maja 1894, 2 przedstawienia
  - J.N. Kamiński Szuler i grabarz, czyli król żołędny (6 aktów), muz. H. Proch, 3 lutego 1895 – lwowska premiera, 2 przedstawienia
- widowiska sceniczne (2)
  - A. Walewski Hulaj dusza (8 obrazów), 23 września 1894
  - J. Verne, A. Dennery Podróż naokoło ziemi w 80 dniach (5 oddziałów, 14 obrazów), muz. F. Suppé, 8 czerwca 1895 – lwowska premiera, 14 przedstawień
- wodewil: H. Schenk Gorąca krew (3 akty, 7 odsłon), libr.: L. Krenn, K. Lindau; od 27 lipca 1894, 2 przedstawienia
- dzieło muzyczne: S. Moniuszko Dziady do tekstu A. Mickiewicza, 2 listopada 1894
- sceny małżeńskie: A. Urbański Gdyby nie prezes (1 odsłona), od 3 grudnia 1894, 2 przedstawienia

### Sezon 1895/1896
Sezon zainaugurowano 5 września 1895 5-aktową tragedią J. Słowackiego pt. Balladyna. Teatrem do 4 kwietnia 1896 kierował Zygmunt Przybylski. Następnie (5 kwietnia 1896) kierownictwo teatru objęli Juliusz Bandrowski i Ludwik Haller. Sezon zakończono 17 września 1896 3-aktową operetką E. Audran pt. Pierścień rodzinny. Łącznie zaprezentowano 175 spektakli teatralnych i muzycznych, w tym m.in.:
- komedie (wybrane)
  - H. Paulton Niobe (3 akty), reż. R. Żelazowski, 7 września 1895 – lwowska premiera, 12 przedstawień
  - F. Schönthan, G. Kadelburg Pan senator (3 akty), reż. R. Żelazowski, 8 września 1895
  - L. Świderski Dzieciaki (1 akt), 12 września 1895
  - J. Molière Doktor z musu (3 akty), od 12 września 1895, 3 przedstawienia
  - V. Sardou, E. Moreau Madame Sans-Gêne (4 akty), reż. R. Żelazowski, od 17 września 1895, 9 przedstawień
  - V. Sardou Ferréol (4 akty), reż. R. Żelazowski, 22 września 1895
  - O. Blumenthal, G. Kadelburg Dwa herby (4 akty), reż. R. Żelazowski, 23 września 1895 – lwowska premiera, 4 przedstawienia
  - A. Fredro Śluby panieńskie (5 aktów), reż. R. Żelazowski, od 3 października 1895, 3 przedstawienia
  - M. Wołowski Towarzysz pancerny (3 akty) odznaczona I nagrodą na konkursie Wydziału Krajowego, od 7 października 1895, 2 przedstawienia
  - O. Feuillet Akrobata (1 akt), 9 października 1895
- krotochwile (wybrane)
  - B. Buchbinder, F. Reimer Małżeństwo na próbę (3 akty), muz. L. Kuhn, od 5 września 1895, 3 przedstawienia
  - F. Raimund Diament króla duchów (10 odsłon), reż. A. Walewski, od 15 września 1895, 2 przedstawienia
  - E. Błotnicki Pani majstrowa z Chorążczyzny (3 akty z prologiem), 29 września 1895
  - E. Prudens, F. Anthony Pan Bigelhofer (4 akty), muz. E. Reiters, 30 września 1895 – lwowska premiera, 16 przedstawień
  - L. Clairville, Laurencin [właśc.: P.A. Chapelle, E.L. Vanderburch] Ośla skórka (4 akty, 16 odsłon), reż. A. Walewski, 21 października 1895 – lwowska premiera, 7 przedstawień
  - B. Zappert Czech w Ameryce (5 aktów), muz. G. von Grüneke, 7 grudnia 1895 – lwowska premiera, 10 przedstawień
  - F. Raimund Króla duchów tatrzańskich, czyli miłość wszystko może (5 aktów), reż. A. Walewski, 25 grudnia 1895
  - L. Krenn, K. Lindau Wesoły Ignaś (5 obrazów), muz. L. Kuhn, od 15 stycznia 1896, 6 przedstawień
  - K. Kosta [właśc. Costa] Braciszek Marcin (4 akty), muz. M. Weinzierl, 3 lutego 1896 – lwowska premiera, 3 przedstawienia
  - J.N. Nestroy Gałganduch, czyli trójka hultajska (5 aktów), reż. A. Walewski, 8 marca 1896
- operetki (wybrane)
  - J. Offenbach Joasia płacze, a Jaś się śmieje (1 akt), libr.: Ch. Nuitter-Truinet, E. Tréfeu; 11 listopada 1895
  - J. Offenbach Skrzypce czarodziejskie (1 akt), libr.: E. Météspes, E. Chevalet; 19 grudnia 1895
  - J. Strauss Nietoperz (3 akty), libr.: R. Genée, K. Haffner; od 27 marca 1896, 3 przedstawienia
  - J. Strauss Baron cygański (3 akty), libr. I. Schnitzer, od 6 kwietnia 1896, 4 przedstawienia
  - K. Zeller Sztygar (3 akty), libr.: M. West, L. Held; 7 kwietnia 1896 – lwowska premiera, 12 przedstawień
  - T. Koschat Piosnki tyrolskie (1 akt), libr. A. Bauman, od 10 kwietnia 1896, 2 przedstawienia
  - F. Suppé Lekka kawaleria (2 akty), libr. K. Costa, od 17 kwietnia 1896, 4 przedstawienia
  - J. Offenbach Piękna Helena (3 akty), libr.: H. Meilhac, L. Halévy; od 21 kwietnia 1896, 4 przedstawienia
  - G. Steffens Nasi Fikalscy (4 akty), reż. J. Myszkowski, 23 kwietnia 1896 – lwowska premiera
  - K. Weinberger Weseli spadkobiercy (3 akty), libr.: J. Horst, L. Stein; od 5 maja 1896, 5 przedstawień
- opery (9)
  - S. Moniuszko Flis (1 akt), libr. S. Bogusławski, od 27 listopada 1895, 4 przedstawienia
  - S. Moniuszko Halka (4 akty), libr. W. Wolski, od 17 grudnia 1895, 4 przedstawienia
  - G. Verdi Traviata (4 akty), libr. F.M. Piave według Damy kameliowej A. Dumasa, 23 stycznia 1896
  - G. Meyeerber Prorok (5 aktów, 9 odsłon), libr. E. Scribe, od 13 lutego 1896, 2 przedstawienia
  - G. Meyeerber Hugonoci (4 akty), libr. E. Scribe, E. Deschamps; od 22 lutego 1896, 2 przedstawienia
  - A. Ponchielli Gioconda (4 akty), libr. T. Gorrio, od 29 lutego 1896, 3 przedstawienia
  - G. Meyeerber Robert diabeł (5 aktów), libr.: E. Scribe, G. Delavigne; od 12 marca 1896, 4 przedstawienia
  - G. Meyeerber Afrykanka (5 aktów), libr. E. Scribe, od 19 marca 1896, 2 przedstawienia
  - J. Massenet Dziewczyna z Nawarry (1 akt), libr. J. Claretie, 26 marca 1896 – lwowska premiera, 4 przedstawienia
- dramaty (4)
  - K. Gutzkow Uriel Akosta (5 aktów), reż. R. Żelazowski, od 5 września 1895, 3 przedstawienia
  - K. Brzozowski Oblężenie Lwowa (5 aktów, 6 odsłon), muz. W. Czerwiński, od 5 listopada 1895, 5 przedstawień
  - J. Szujski Halszka z Ostroga (5 aktów), reż. A. Walewski, od 30 listopada 1895, 4 przedstawienia
  - A. Theuiret Marynarz (1 akt), reż. R. Żelazowski, 4 września 1896
- sztuki (4)
  - W. Sawiczewski Na bezdrożach (5 aktów, 6 odsłon) odznaczona II nagrodą Wydziału Krajowego, 16 września 1895 – lwowska premiera, 2 przedstawienia
  - J.K. Zieliński Mira (4 akty), reż. A. Walewski, 10 grudnia 1895 – lwowska premiera, 2 przedstawienia
  - H. Sudermann Szczęście w zakątku (3 akty), reż. A. Walewski, 20 stycznia 1896 – lwowska premiera, 5 przedstawień
  - A.N. Ostrowski Burza (5 aktów), tł. J.N. Popławski, 8 maja 1896 – lwowska premiera, 2 przedstawienia
- tragedie (3)
  - G.C.E. Lessing Emilia Galotti (5 aktów), reż. A. Walewski, od 5 października 1895, 2 przedstawienia
  - F.Schiller Don Carlos (5 aktów, 14 odsłon), tł. J. Kasprowicz, od 21 grudnia 1895, 5 przedstawień
  - A. Asnyk Kiejstut (5 aktów), reż. R. Żelazowski, 17 czerwca 1896
- obrazy ludowe (2)
  - W.L. Anczyc Emigracja chłopska (5 aktów), muz. F. Słomkowski, 5 stycznia 1896
  - W.L. Anczyc Łobzowianie (1 akt), od 5 kwietnia 1896, 2 przedstawienia
- żart sceniczny: Ż. Krzywdzic [właśc. M. Dzikowski] Próba u dyrektora teatru (1 akt), 28 października 1895 – lwowska premiera, 2 przedstawienia
- poemat dramatyczny: A. Mickiewicz Dziady cz. III (sc. w celi Konrada), 29 listopada 1895
- marzenie senne: G. Hauptmann Hanusia (2 części, 3 odsłony), muz. M. Marschalk, 20 lutego 1896 – lwowska premiera, 10 przedstawień
- fraszka sceniczna: A. M. Fredro Stowarzyszenie kobiet wyższych (1 akt), 13 marca 1896 – lwowska premiera
- wodewil: L. Delibes, J. Offenbach, Ch. Lecocq Niniche (3 akty), libr.: A. Hennequin, E. Najac; od 10 września 1896, 2 przedstawienia

### Sezon 1896/1897
Sezon zainaugurowano 19 września 1896 prologiem K. Zalewskiego w 3 odsłonach pt. Na Helikonie. Zakończono go 30 czerwca 1897 5-aktową komedią A. l’Arronge pt. Doktor Klaus. Łącznie zaprezentowano 125 spektakli teatralnych i muzycznych, w tym m.in.:
- komedie (wybrane)
  - K. Majeranowski Rej z Nagłowic (3 akty), reż. R. Żelazowski, od 19 września 1896, 2 przedstawienia
  - E. Pailleron Komedianci (4 akty), reż. R. Żelazowski, 23 września 1896
  - K. Zalewski Syn (4 akty), reż. R. Żelazowski, 25 września 1896 – lwowska premiera, 4 przedstawienia
  - A. Schnitzler Miłostki (3 akty), tł. S. Eichenbaum, 2 października 1896 – lwowska premiera, 5 przedstawień
  - A. Konar Gąsienice (3 akty, 4 odsłony), 9 października 1896 – lwowska premiera, 2 przedstawienia
  - W. Shakespeare Kupiec wenecki (5 aktów), tł. J. Paszkowski, od 11 października 1896, 2 przedstawienia
  - R. Bracco Niewierna (3 akty), tł. J. Kasprowicz, 16 października 1896 – lwowska premiera, 4 przedstawienia
  - S. Dobrzański Złoty cielec (1 akt), od 19 października 1896, 2 przedstawienia
  - G. Csiky Bańki mydlane (3 akty), reż. R. Żelazowski, 23 października 1896 – lwowska premiera
  - H. Meilhac Miliony (4 akty), reż. A. Walewski, 30 października 1896 – lwowska premiera, 2 przedstawienia
- opery (wybrane)
  - B. Smetana Sprzedana narzeczona (3 akty), libr. K. Sabina, 27 października 1896 – lwowska premiera, 21 przedstawień
  - V. Herbert Czarodziej znad Nilu (3 akty), libr. H.B. Smith, 17 listopada 1896 – lwowska premiera, 17 przedstawień
  - E. Humperdinck Jaś i Małgosia (3 akty, 5 odsłon), libr. A. Wette, 21 grudnia 1896 – lwowska premiera, 23 przedstawienia
  - F. Flotow Marta, czyli kiermasz w Ryszmondzie (4 akty), libr. W. Friedrich, 12 stycznia 1897
  - G. Donizetti Łucja z Lammermooru (3 akty), libr. S. Cammarano według Narzeczonej z Lammermooru W. Scotta, 14 stycznia 1897
  - H. Jarecki Powrót taty (3 akty), libr. A. Gołębiowski, 19 stycznia 1897 – lwowska premiera, 9 przedstawień
  - W. Żeleński Goplana (3 akty, 5 odsłon), libr. L. German, 28 stycznia 1897 – lwowska premiera, 8 przedstawień
  - R. Wagner Lohengrin (3 akty, 4 odsłony), libr. kompozytor, od 23 lutego 1897, 10 przedstawień
  - J.F. Halévy Żydówka (5 aktów), libr. E. Scribe, 27 lutego 1897
  - R. Wagner Tannhaüser (3 akty), libr. kompozytor, 13 kwietnia 1897 – lwowska premiera, 6 przedstawień
- dramaty (9)
  - E. Raupach Młynarz i jego córka (5 aktów, 10 odsłon), tł. W. Sabowski, 1 listopada 1896
  - J. Korzeniowski Karpaccy górale (3 akty), reż. R. Żelazowski, 16 stycznia 1897
  - J. Łętowski [właśc. W. Książek] Izrael na puszczy (5 aktów), reż. R. Żelazowski, 23 stycznia 1897
  - A. Bełcikowski Przekupka warszawska (5 odsłon), reż. R. Żelazowski, 17 marca 1897 – lwowska premiera, 5 przedstawień
  - J. Korzeniowski Okno na pierwszym piętrze (3 akty), reż. R. Żelazowski, 19 marca 1897
  - A.P. Dennery, P. Cormon Dwie sieroty (5 aktów, 8 odsłon), tł. M. Chrzanowski, 23 maja 1897
  - V. Sardou Teodora (5 aktów, 8 odsłon), tł. Z. Sarnecki, od 3 czerwca 1897, 2 przedstawienia
  - R. Voss Upadek lwa (3 akty), tł. M. Wołowski, 9 czerwca 1897 – lwowska premiera, 2 przedstawienia
  - R. Bracco Maski (1 akt), tł. Z. W. [właśc. B. Nowicki], 12 czerwca 1897 – lwowska premiera, 2 przedstawienia
- operetki (4)
  - E. Taund Chichotka (3 akty), libr.: A. Landesberg, L. Stein; 10 października 1896 – lwowska premiera, 4 przedstawienia
  - K. Weinberger Szkoła kadetów (3 akty, 4 odsłony), libr. H. Wittman, 15 grudnia 1896 – lwowska premiera, 5 przedstawień
  - R. Planquette Dzwony z Corneville (3 akty, 4 odsłony), libr.: L. Clairville, Ch. Gabet, 3 stycznia 1897
  - F. Suppé Modelka (3 akty), libr.: W. Léon, L. Held; 6 maja 1897 – lwowska premiera, 2 przedstawienia
- sztuki (4)
  - G. Rovetta Zwycięstwo (3 akty), reż. R. Żelazowski, 11 grudnia 1896 – lwowska premiera
  - G. Hirschfeld Matki (4 akty), tł. E. Lubowski, 8 lutego 1897 – lwowska premiera, 2 przedstawienia
  - [H. Olden] Urzędowa żona (5 aktów) według noweli R.H. Savage’a, 7 kwietnia 1897 – lwowska premiera, 6 przedstawień
  - M. Potter Trilby (4 akty) według powieści G. Mauriera, 30 kwietnia 1897 – lwowska premiera, 5 przedstawień
- krotochwile (4)
  - Jordan [właśc. J. Wieniawski] Wilk i owce (4 akty), reż. A. Walewski, 11 grudnia 1896 – lwowska premiera, 3 przedstawienia
  - J.S. Jasiński Nowy rok (1 akt), muz. J. Damse, 1 stycznia 1897
  - E. Blum, R. Toché Primabalerina (3 akty), reż. A. Walewski, 14 maja 1897 – lwowska premiera, 3 przedstawienia
  - F. Schönthan, F. Koppel-Ellfeld Hrabina Oczko (3 akty), tł. M. Gawalewicz, 19 czerwca 1897 – lwowska premiera, 3 przedstawienia
- tragedia: C. Delavigne Ludwik XI (5 aktów), tł. K. Ostrowski, od 14 października, 2 przedstawienia
- sielanka: J. N. Kamiński Zabobon, czyli krakowiacy i górale, muz. K. Kurpiński, 9 stycznia 1897
- baśń: Z. Sarnecki Szklana góra (3 akty, 5 odsłon), muz. M. Hertz, od 22 stycznia 1897, 6 przedstawień
- trylogia: E. Grabowiecki Towarzyszki życia, reż. R. Żelazowski, 22 maja 1897 – lwowska premiera, 2 przedstawienia
- fraszka: L. Kwieciński Lorenzo i Jessyka (1 odsłona), reż. R. Żelazowski, 25 maja 1897
- obrazek sceniczny: L. Rydel Z dobrego serca (1 akt), reż. A. Walewski, 12 maja 1897 – lwowska premiera, 2 przedstawienia

W tym sezonie odnotowano także letnie występy zespołu lwowskiego zespołu teatralnego na prowincji. W Krynicy od 3 lipca do 18 września 1897 zaprezentowano 17 spektakli. Kolejne 12 spektakli zaprezentowano jesienią i zimą – od 15 października 1897 do 10 stycznia 1898 – publiczności Rzeszowa, Przemyśla i Tarnopola.

### Sezon 1897/1898
Sezon zainaugurowano 2 września 1897 3-aktową komedią M. Bałuckiego w 3 odsłonach pt. Dom otwarty. Zakończono go 28 maja 1898 lwowską premierą 1-aktową komedii Z. Przybylskiego pt. Pokój zawarty. Łącznie zaprezentowano 122 spektakle teatralne i muzyczne, w tym m.in.:
- komedie (wybrane)
  - N. Gogol Rewizor z Petersburga (5 aktów), reż. R. Żelazowski, od 4 września 1897, 3 przedstawienia
  - J. Szutkiewicz Popychadło (4 akty), od 8 września 1897, 5 przedstawień
  - E. Scribe, E. Legouve Walka kobiet (3 akty), reż. W. Jaworski, od 11 września 1897, 2 przedstawienia
  - F. i P. Schönthan Porwanie Sabinek (4 akty), reż. W. Jaworski, od 13 września 1897, 2 przedstawienia
  - Ż. Krzywdzic [właśc. M. Dzikowski] Odgrzewana miłość (4 akty, 5 odsłon), reż. W. Jaworski, 14 września 1897
  - H. Sudermann Honor (4 akty), reż. A. Walewski, 16 września 1897
  - E. Labiche, A. Delacour Polowanie na zięciów (4 akty), reż. R. Żelazowski, od 19 września 1897, 2 przedstawienia
  - M. Bałucki Klub kawalerów (3 akty), reż. R. Żelazowski, od 21 września 1897, 2 przedstawienia
  - Z. Przybylski, K. Junosza Baby (4 akty), reż. R. Żelazowski, 24 września 1897
  - A. Dumas, P. Nevski Daniszewy (4 akty), reż. R. Żelazowski, 1 października 1897
- sztuki (wybrane)
  - W. Rabski Zwyciężony (4 akty), reż. R. Żelazowski, od 18 września 1897, 2 przedstawienia
  - G. Zapolska Małka Schwarzenkopf (5 aktów), kapelmistrz: A. Wroński, 6 października 1897 – lwowska premiera, 28 przedstawień
  - L. Anzengruber Robak sumienia (5 aktów), muz. T. Koschat, 2 listopada 1897 – lwowska premiera
  - G. Rovetta Nieuczciwi (3 akty), tł. J. Kasprowicz, 19 listopada 1897 – lwowska premiera, 2 przedstawienia
  - G. Zapolska Żabusia (3 akty), 24 listopada 1897 – lwowska premiera, 2 przedstawienia
  - A. Schnitzler Bez pojedynku (3 akty), reż. W. Jaworski, 7 stycznia 1898 – lwowska premiera, 2 przedstawienia
  - E. Grabowiecki Na miejskim bruku (3 akty z epilogiem) nagrodzona na konkursie lwowskim hr. Skarbka, 24 stycznia 1898 – lwowska premiera, 3 przedstawienia
  - J. Szutkiewicz Kula u nogi (4 akty), reż. R. Żelazowski, 11 marca 1898 – lwowska premiera, 2 przedstawienia
  - G. Zapolska Kaśka kariatyda (3 akty), 13 kwietnia 1898 – lwowska premiera, 5 przedstawień
  - P. Decourcelle Dwaj urwisze (5 aktów, 8 obrazów), tł. Z. Sarnecki, 2 maja 1898 – lwowska premiera, 9 przedstawień
- opery (9)
  - J. Offenbach Opowieści Hoffmana (5 aktów, 5 obrazów), libr. J. Barbier, od 12 października 1897, 4 przedstawienia
  - J. Jakesch Werbownicy (2 akty), libr. A. Oppman, 4 listopada 1897 – lwowska premiera, 3 przedstawienia
  - G. Donizetti Córka pułku (2 akty), libr.: H. Vernoy de St Georges, J. Bayard; 9 listopada 1897 – lwowska premiera, 13 przedstawień
  - C.O. Nicolai Wesołe kumoszki z Windsoru (3 akty, 7 obrazów), libr. S. Mosenthal, 30 listopada 1897 – lwowska premiera, 9 przedstawień
  - K. Goldmark Świerszczyk za piecem (3 akty, 6 odsłon), libr. A.M. Wilner, 17 grudnia 1897 – lwowska premiera, 8 przedstawień
  - B. Smetana Dalibor (3 akty, 6 odsłon), libr. L. Wenzig, 11 stycznia 1898 – lwowska premiera, 7 przedstawień
  - Z. Noskowski Livia Quintilla (3 akty), libr. L. German, 15 lutego 1898 – lwowska premiera, 5 przedstawień
  - W. Nessler Trębacz z Sekingen (4 akty, 5 odsłon), libr. R. Bunge, 31 marca 1898 – lwowska premiera, 4 przedstawienia
  - G. Verdi Bal maskowy (5 aktów), libr.: M. Piave, A. Somma; 27 kwietnia 1898
- dramaty (7)
  - S. Kozłowski Turniej (5 aktów), reż. R. Żelazowski, 29 października 1897 – lwowska premiera, 4 przedstawienia
  - A. Dumas Dama kameliowa (5 aktów), od 21 lutego 1898, 2 przedstawienia
  - H. Ibsen Widma [Upiory] (3 akty), tł. M. Sachorowski, 5 kwietnia 1898 – lwowska premiera, 3 przedstawienia
  - J. Hilbert [właśc. J. Hildenbrandt] Wina (3 akty), tł. M. Szukiewicz, 20 kwietnia 1898 – lwowska premiera, 2 przedstawienia
  - R. Bracco Pietro Caruso (1 akt), tł. J. Kasprowicz, 22 kwietnia 1898 – lwowska premiera, 3 przedstawienia
  - L. Świeżawski Ćmy nocne (1 akt), reż. R. Żelazowski, 7 maja 1898 – lwowska premiera, 2 przedstawienia
  - A. Ramsey, R. de Cordova Mistrz Paryża (1 akt), tł. G. Morska-Popławska, 14 maja 1898 – lwowska premiera, 2 przedstawienia
- krotochwile (4)
  - R. Ruszkowski Wesele Fonsia (3 akty), reż. W. Jaworski, 15 października 1897 – lwowska premiera, 6 przedstawień
  - W. Busnach, J. Duval Ładny zastępca (3 akty), tł. M. Sachorowski, 6 grudnia 1897 – lwowska premiera, 9 przedstawień
  - O. Blumenthal, G. Kadelburg Kozioł ofiarny (3 akty), reż. W. Jaworski, 22 grudnia 1897 – lwowska premiera, 5 przedstawień
  - G. Feydeau Mąż pod kluczem (3 akty), tł. M. Sachorowski, 28 marca 1898 – lwowska premiera, 2 przedstawień
- obrazy dramatyczne, historyczne, sceniczne (3)
  - G. Fiszer Jan Kiliński szewc warszawski (5 aktów), reż. W. Jaworski, 19 września 1897 – lwowska premiera, 2 przedstawienia
  - E. Webersfeld Nie zginęła (4 akty), reż. W. Jaworski, 29 listopada 1897 – lwowska premiera, 3 przedstawienia
  - Z. Sarnecki Adam i Maryla (3 akty), muz. F. Słomkowski, 22 maja 1898 – lwowska premiera, 5 przedstawień
- operetka: J. Strauss Kwiat miłości (3 akty, 4 odsłony), libr. G. Davis, 21 października 1897 – lwowska premiera, 7 przedstawień
- fraszka: [A. Roseaux] Łapka na myszy (1 akt), tł. M. Zboiński, 8 listopada 1897
- baśń: G. Hauptmann Dzwon zatopiony (5 aktów), tł. J. Kasprowicz, 28 lutego 1898 – lwowska premiera, 12 przedstawień
- tragedia: W. Shakespeare Romeo i Julia (5 aktów), tł. A. Paszkowski, od 18 marca 1898, 2 przedstawienia
- obrazek sceniczny: I. Grabowski Szarada (1 akt), reż. W. Jaworski, 28 maja 1898 – lwowska premiera

### Sezon 1898/1899
Sezon zainaugurowano 31 sierpnia 1898 4-aktową komedią K. Zalewskiego osnutą na tle stosunków w Królestwie Polskim pt. Kraj. Zakończono go 28 maja 1899 4-aktowym dramatem rodzinnym pt. Młodzi bohaterowie. Łącznie zaprezentowano 120 spektakli teatralne i muzycznych, w tym m.in.:
- komedie (wybrane)
  - A. Ostrowski Łapownicy, czyli intratna posada (5 aktów), reż. A. Walewski, od 1 września 1898, 4 przedstawienia
  - J. Bliziński Rozbitki (4 akty), od 6 września 1898, 2 przedstawienia
  - Z. Przybylski Państwo młodzi (3 akty), od 20 września 1898, 4 przedstawienia
  - K. Zalewski Oj mężczyźni, mężczyźni (4 akty), od 3 października 1898, 2 przedstawienia
  - O. Blumenthal, G. Kadelburg Pod białym koniem (3 akty), 7 października 1898 – lwowska premiera, 8 przedstawień
  - Molière Chory z urojenia (3 akty), reż. A. Walewski, od 14 października 1898, 6 przedstawień
  - K. Rojan Poczciwiec (1 akt), 14 października 1898
  - J. Korzeniowski Żydzi (4 akty), reż. A. Walewski, 29 października 1898
  - A. Bisson, A. Leclerq Zazdrośnica (3 akty), tł. K. Gliński, 9 listopada 1898 – lwowska premiera, 4 przedstawienia
  - V. Sardou Safanduły (4 akty), tł. G. Czernicki, od 16 listopada 1898, 5 przedstawień
- sztuki (wybrane)
  - Bolesławicz [właśc. E. Eulenfeld] Belweder (3 akty) polecana do grania przez Komisję Konkursową, 18 września 1898 – lwowska premiera, 3 przedstawienia
  - P. Berton, K. Simon Zaza (5 aktów), tł. M. Sachorowski, 21 grudnia 1898 – lwowska premiera, 11 przedstawień
  - L. Ganghofer Światło morza (4 akty), reż. A. Walewski, 4 stycznia 1899 – lwowska premiera
  - J. Maskoff [właśc. G. Zapolska] Tamten (5 aktów), reż. A. Walewski, 30 stycznia 1899 – lwowska premiera, 11 przedstawień
  - [H.F. Arnsztajnowa] Na Wyżynach [Krystyna] (4 akty) polecana przez komisję konkursową Wydziału Krajowego, 1 marca 1899 – lwowska premiera
  - V. Sardou Pamela (4 akty, 7 odsłon), tł. M. Sachorowski, 22 marca 1899 – lwowska premiera, 6 przedstawień
  - G. Hauptmann Woźnica Henszel (5 aktów), tł. M. Dulębianka, 29 marca 1899 – lwowska premiera, 7 przedstawień
  - A. Belot Safo (5 aktów) według A. Daudeta, od 24 kwietnia 1899, 2 przedstawienia
  - H. Ibsen Nora, czyli dom lalki (3 akty), reż. A. Walewski, od 29 kwietnia 1899, 2 przedstawienia
  - G. Zapolska Jojne firułkes (5 aktów), 17 maja 1899 – lwowska premiera, 6 przedstawień
- operetki (6)
  - J. Strauss Indigo, czyli banda rozbójników (3 akty, 4 odsłony), libr. M. Steiner, 24 września 1898 – lwowska premiera, 4 przedstawienia
  - F. Suppé Szatani na ziemi (4 akty), libr.: R. Genée, C. Zell; 1 października 1898 – lwowska premiera, 14 przedstawień
  - R. Heuberger Bal w operze (3 akty), libr.: V. Léon, H. Waldberg; 18 października 1898 – lwowska premiera, 9 przedstawień
  - S. Jones Gejsza, [czyli historia japońskiej herbaciarni] (3 akty z prologiem), libr.: O. Hall, H. Greenbank; 3 listopada 1898 – lwowska premiera, 35 przedstawień (!)
  - S. Duniecki Paziowie królowej Marysieńki (2 akty), libr. P. Duniecki, 20 listopada 1898
  - K. Millöcker Zaklęty zamek (3 akty, 4 odsłony), libr. A. Berla, 13 grudnia 1898 – lwowska premiera, 8 przedstawień
- krotochwile (6)
  - K. Gliński Szaławiła (5 aktów), 21 października 1898 – lwowska premiera, 8 przedstawień
  - A. Orłowski Protest Strukczaszego (3 akty) według powieści J.I. Kraszewskiego, 28 października 1898 – lwowska premiera
  - A. Bisson Kontroler wagonów sypialnych (3 akty), reż. A. Walewski, 15 lutego 1899 – lwowska premiera, 16 przedstawień
  - P. Hirschberger, C. Kraatz Koziołki (3 akty), tł. A. Kiczman, 8 maja 1899 – lwowska premiera, 5 przedstawień
  - M. Hennequin Wojna z żonami (3 akty), tł. M. Sachorowski, 25 maja 1899 – lwowska premiera, 5 przedstawień
  - A. Bisson Przepadł (3 akty), reż. A. Walewski, 3 czerwca 1899 – lwowska premiera, 3 przedstawienia
- opery (5)
  - K. Kurpiński Zamek na Czorsztynie, czyli Bojomir i Wanda (2 akty), libr. J.W. Krasiński, 2 listopada 1898 – lwowska premiera, 3 przedstawienia
  - Ch. Lecocq Kapelusz bandyty (3 akty, 4 odsłony), reż. J. Myszkowski, od 31 grudnia 1898, 3 przedstawienia
  - R. Wagner Rienzi, ostatni trybun (5 aktów, 6 odsłon), libr.: kompozytor, 28 lutego 1899 – lwowska premiera, 3 przedstawienia
  - V. Bellini Norma (3 akty), libr. F. Romani, od 21 marca 1899, 2 przedstawienia
  - J. Offenbach Orfeusz w piekle (4 akty, 5 odsłon), libr. H. Crémieux, 18 kwietnia 1898 – lwowska premiera, 6 przedstawień
- dramaty (4)
  - L. German H. K. T. (4 akty) osnuty na „Kulturkampfie” w Wielkopolsce, 10 września 1898 – lwowska premiera, 5 przedstawień
  - G. Hirschfeld Agnieszka Jordan (5 aktów), tł. J. Kasprowicz, 28 września 1898 – lwowska premiera, 2 przedstawienia
  - A. de Musset Nie igraj z miłością (5 odsłon), reż. A. Walewski, 26 czerwca 1899
  - E. Erckman, A. Chatrian Żyd polski (3 akty), od 1 lipca 1899, 2 przedstawienia
- akwarela i obrazy sceniczne (2)
  - G. Zapolska Dziewiczy wieczór (1 akt), reż. A. Walewski, 20 marca 1899 – lwowska premiera, 3 przedstawienia
  - J. Maskoff [właśc. G. Zapolska] W Dąbrowie Górniczej (1 akt), reż. A. Walewski, 6 maja 1899 – lwowska premiera, 2 przedstawienia

W tym sezonie odnotowano także letnie występy zespołu lwowskiego zespołu teatralnego na prowincji. W Krynicy od 7 lipca do 27 sierpnia 1899 zaprezentowano 25 spektakli.

### Sezon 1899/1900
Sezon zainaugurowano 1 września 1899 3-aktową komedią M. Bałuckiego pt. Dom otwarty. Zakończono go 9 września 1900 5-aktową komedią A. Fredry pt. Śluby panieńskie. Łącznie zaprezentowano 148 spektakli teatralne i muzycznych, w tym m.in.:
- komedie (wybrane)
  - L. Fulda Koledzy szkolni (4 akty), reż. A. Walewski, 25 września 1899 – lwowska premiera, 2 przedstawienia
  - E. Brieux Córki pana Dupont (4 akty), tł. Z. Sarnecki, 4 października 1899 – lwowska premiera, 3 przedstawienia
  - H. Becque Paryżanka (3 akty), reż. A. Walewski, 13 października 1899
  - F. Cavalotti Nikareta, czyli święto Aloi (1 akt), reż. A. Walewski, 25 października 1899
  - A. Fredro Mąż i żona (3 akty), reż. A. Walewski, od 25 października 1899, 6 przedstawień
  - M. Bałucki Drużba (4 akty), reż. A. Walewski, 27 września 1899 – lwowska premiera, 12 przedstawień
  - F. Zabłocki Fircyk w zalotach (3 akty), reż. A. Walewski, od 17 listopada 1899, 8 przedstawień
  - Moliére Skąpiec (5 aktów), tł. J. Narzymski, 18 listopada 1899
  - O. Blumenthal, G. Kadelburg Jeszcze raz! (3 akty), tł. M. Sachorowski, 20 grudnia 1899 – lwowska premiera, 4 przedstawienia
  - S. Dobrzański Wujaszek Alfonsa (1 akt), reż. A. Walewski, od 25 grudnia 1899 – lwowska premiera, 5 przedstawień
- operetki (9)
  - J. Strauss Noc w Wenecji (3 akty), libr.: C. Zell, R. Genée; od 21 września 1899, 14 przedstawień
  - R. Heuberger Excellencja (3 akty), libr.: H. Waldberg, 28 września 1899 – lwowska premiera, 3 przedstawienia
  - F. Suppé Donna Juanita (3 akty), libr.: C. Zell, R. Genée; od 5 października 1899, 6 przedstawień
  - A. Sullivan Mikado, czyli jeden dzień w Ti-Ti-Pu (2 akty), libr. W. S. Gilbert, od 24 października 1899, 8 przedstawień
  - F. Suppé Boccaccio (3 akty), libr.: C. Zell, R. Genée; od 14 listopada 1899, 8 przedstawień
  - E. Audran Lalka (3 akty, 4 odsłony), libr.: M. Ordonneau, 12 grudnia 1899 – lwowska premiera, 34 przedstawienia
  - K. Millöcker Palestrant (3 akty), libr.: C. Zell, R. Genée; od 7 stycznia 1900, 2 przedstawienia
  - Ch.A. Lecocq Girofle-Girofla (3 akty), libr.: A. Vanloo, E. Letterrier; od 2 czerwca 1900, 3 przedstawienia
  - W. Roger Sposób na mężów (4 akty, z baletem), libr.: A. Mars, M. Hennequin, 24 lipca 1900 – lwowska premiera, 8 przedstawień
- krotochwile (7)
  - A. Valabrégue, M. Hennequin Miejsca kobietom (4 akty), tł. J. Pieniążek, 14 września 1899 – lwowska premiera, 13 przedstawień
  - G. Sylvaine, L. Artus Damski sekwestrator (3 akty), tł. J. Pieniążek, 22 listopada 1899 – lwowska premiera, 3 przedstawienia
  - J. Okonkowski Jarmark małżeński (3 akty), tł. J. Pieniążek, 31 stycznia 1900 – lwowska premiera, 6 przedstawień
  - K. Kraatz, M. Stobitzer Panna żołnierzem (3 akty), tł. M. Sachorowski, 27 kwietnia 1900 – lwowska premiera, 4 przedstawienia
  - M. Ordonneau, E. Grenet-Dancourt Javaraja (4 akty), reż. A. Walewski, 21 maja 1900 – lwowska premiera, 4 przedstawienia
  - K. Zalewski Lichwiarskie swaty (4 akty), reż. A. Walewski, 8 czerwca 1900 – lwowska premiera, 3 przedstawienia
  - Z. Przybylski ''Szukajcie dziecka (ze śpiewem i tańcami), reż. J. Myszkowski, 21 sierpnia 1900 – lwowska premiera, 6 przedstawień
- sztuki (6)
  - J.A. Kisielewski Karykatury (4 akty) nagrodzona na warszawskim konkursie im. I. Paderewskiego, 7 września 1899 – lwowska premiera, 3 przedstawienia
  - L. Heller Debiutantka (4 akty z epilogiem), reż. A. Walewski, 15 grudnia 1899 – lwowska premiera, 5 przedstawień
  - L. Tołstoj Potęga ciemnoty (5 aktów, 6 odsłon), reż. A. Walewski, 9 lutego 1900 – lwowska premiera, 3 przedstawienia
  - V. Sardou Tosca (5 aktów), reż. A. Walewski, 20 kwietnia 1900 – lwowska premiera, 5 przedstawień
  - W. Feldman Sądy boże (4 akty), reż. A. Walewski, 16 maja 1900 – lwowska premiera, 3 przedstawienia
  - J. Barrett Lygia (5 aktów, 8 odsłon), reż. A. Walewski, 28 maja 1900 – lwowska premiera, 9 przedstawień
- opery (2)
  - C. Lecocq Zielona wyspa, czyli sto dziewic (3 akty), reż. J. Myszkowski, od 26 kwietnia 1900, 5 przedstawień
  - J.N. Kamiński Krakowiacy i górale (3 akty), muz. K. Kurpiński, 2 września 1900
- poematy (2)
  - J. Kasprowicz Bunt Napierskiego (3 akty), reż. A. Walewski, 27 października 1899 – lwowska premiera, 5 przedstawień
  - J. Słowacki Kordian (10 obrazów), reż. A. Walewski, 19 lutego 1900 – lwowska premiera, 11 przedstawień
- dzieło sceniczne: H. Sudermann Joannes [Jan Chrzciciel] (5 aktów, 7 odsłon), tł. J. Kasprowicz, 6 listopada 1899 – lwowska premiera, 9 przedstawień
- dramat: J. Maskoff [właśc. G. Zapolska] Sybir (5 aktów), reż. A. Walewski, 29 listopada 1899 – lwowska premiera, 12 przedstawień
- tragedia: W. Shakespeare Król Lear (5 aktów), reż. A. Walewski, od 29 grudnia 1899, 5 przedstawień
- obraz dramatyczny: Lechita [właśc. A. Neumannowa] Chrzest ognia (1 odsłona), 26 marca 1900 – lwowska premiera
- nokturn sceniczny: F. Coppé Przechodzień (1 akt), 23 sierpnia 1900

W tym sezonie odnotowano także letnie występy zespołu lwowskiego zespołu teatralnego na prowincji. W Krynicy od 5 lipca do 12 sierpnia 1900 zaprezentowano 8 spektakli, a 6 września 1900 wystawiono komedię grecką w Kołomyi.

### Gościnne występy obcych zespołów
W latach 1895–1900 w Teatrze Skarbkowskim występowały gościnnie zarówno zespoły teatralne, jak i aktorzy z samodzielnymi spektaklami. Ponadto organizowano tam występ iluzjonistów, reduty, koncerty oraz przedstawienia amatorskie. W tym okresie miało miejsce łącznie 27 występów gościnnych.
- rok 1895: Lwowski Ruski Teatr Narodowy pod zarządem Towarzystwa „Ruska Besida” (16–23 grudnia), 3 spektakle
- rok 1896
  - Anna Judic z zespołem operetki francuskiej (10 stycznia), 1 spektakl
  - Wielkie Reduty w salach teatralnych (1 i 15 lutego), 2 reduty
  - Towarzystwo Śpiewackie „Lutnia” (27 maja), 1 spektakl
- rok 1897
  - popisy uczniów Szkoły Dramatycznej pod kierunkiem F. Wysockiego (1 stycznia i 11 kwietnia), 2 spektakle
  - Wielkie Reduty w salach teatralnych (1 lutego i 1 marca), 2 reduty
  - fizyk Albus – demonstracje wielkich elektrycznych obrazów o pow. 500 stóp kwadr. = 46,5 m² (31 marca – 2 kwietnia), 3 pokazy
  - przedstawienie Czytelni Akademickiej z okazji 48. rocznicy śmierci J. Słowackiego (12 kwietnia), 1 spektakl
  - przedstawienie optyczne 3-częściowych scenerii dra Krüssa (15–23 maja), 3 pokazy
  - artyści wiedeńskiego Burgtheater (15–21 maja), 6 spektakli
  - przedstawienie Towarzystwa Pasyjnego Leopolda Paterki (4 czerwca), 1 spektakl
- rok 1898: Wielkie Reduty w salach teatralnych (1 i 19 lutego), 2 reduty
- rok 1899: Wielka Reduta w salach teatralnych (1 lutego), 1 reduta
- rok 1900
  - przedstawienia amatorskie (17 stycznia i 19 marca) na cele dobroczynności, 2 spektakle
  - wieczór humorystyczny Gustawa Fiszera (13 lipca), 1 przedstawienie